# Basedow (Mecklembourg)
Pour les articles homonymes, voir Basedow.
Basedow est une municipalité allemande située dans le land de Mecklembourg-Poméranie-Occidentale et l'Arrondissement du Plateau des lacs mecklembourgeois. C'est ici que se trouve le siège du parc naturel de la Suisse mecklembourgeoise et du lac de Kummerow. Le centre du village de Basedow avec son église, son château et ses écuries est classé sur les listes du patrimoine protégé.

## Géographie
Basedow se trouve à l'est du lac de Malchin et à huit kilomètres de la ville de Malchin. Les hameaux ou villages de Basedow-Höhe, Gessin, Seedorf et Stöckersoll sont également rattachés à la commune.

## Histoire

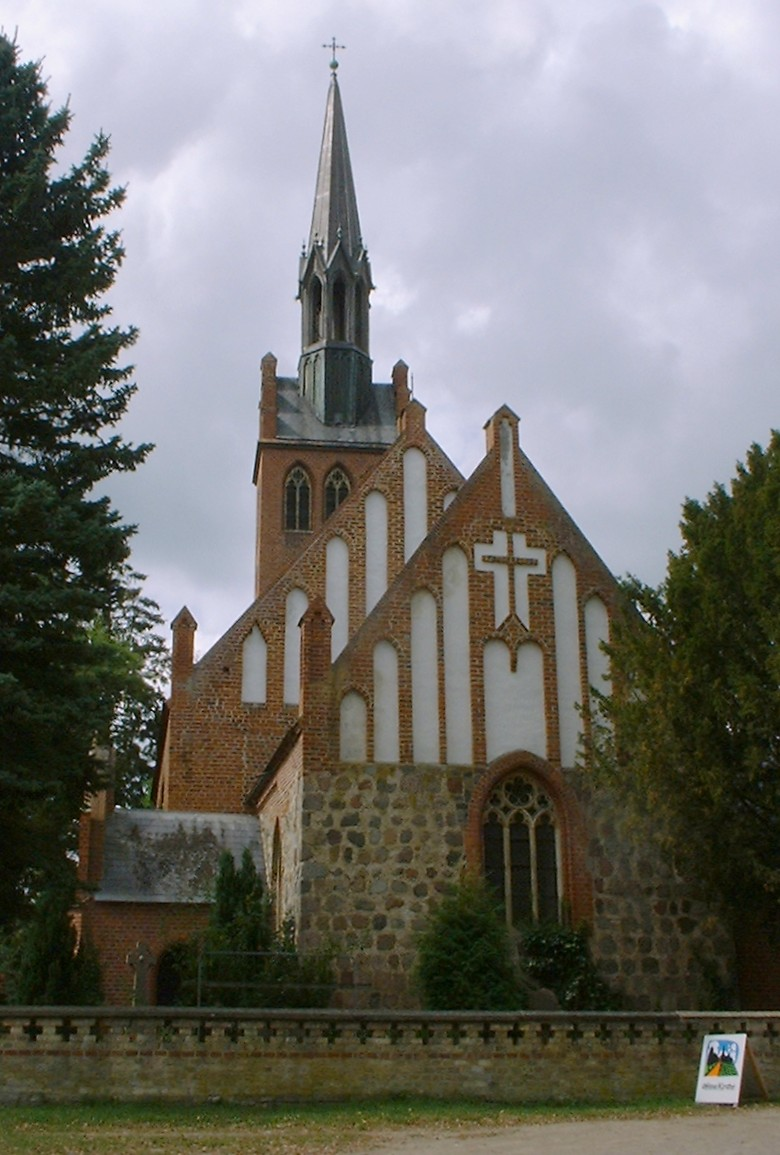
Vue de l'église de Basedow

Des traces de peuplement existent depuis l'âge de la pierre, de même qu'à l'âge du bronze et au début de l'âge du fer. Le village de Basedow est mentionné la première fois par écrit en 1247. L'église est à l'époque une filiale de l'église de Malchin et le village un fief du seigneur Theoderich Luch. Le prince Jean de Werle fait don du domaine en 1337 à quatre frères de la famille von Hahn. Le fief comprend les villages de Basedow, Gessin et Sandliepen. La famille reste propriétaire des terres du XIVe siècle, jusqu'en 1946, année de son expropriation par les nouvelles lois interdisant la propriété privée foncière.
Le château fort de Basedow est mentionné en 1467, mais il est décrit comme tombant en ruines au XVIe siècle. C'est alors que la famille von Hahn fait construire le château actuel qui est terminé en 1557. Le village est saccagé pendant la guerre de Sept Ans. Friedrich August Stüler ajoute des bâtiments au château, comme l'aile sud (vers 1830, restaurée en 1892-1895 après un incendie), la Porte à tour (Torhaus) en 1837-1838 qui brûle en 1945, les écuries qui comportent quatre corps de bâtiment, la maison de l'intendant (1842), la brasserie (1850) et la maison du maître forestier (1865). Le célèbre Peter Joseph Lenné dessine le parc à l'anglaise qui est aménagé entre 1835 et 1852. On y trouve une stèle funéraire en mémoire du comte Friedrich Franz von Hahn (1921-1941) tombé sur le front russe à Taganrog. C'était le dernier héritier direct en ligne masculine de la branche Hahn-Basedow. La famille von Hahn prend la fuite avant l'arrivée de l'Armée rouge dont des soldats mettent à sac le château au printemps 1945.
Les terres sont nationalisées et finalement regroupées dans une LPG (sorte de sovkhoze à l'allemande) en 1960. Le château est divisé en de multiples appartements communautaires. Le château a été privatisé au début des années 1990 et restauré peu à peu. Une partie se visite.